# Benjamin Franklin Bledsoe

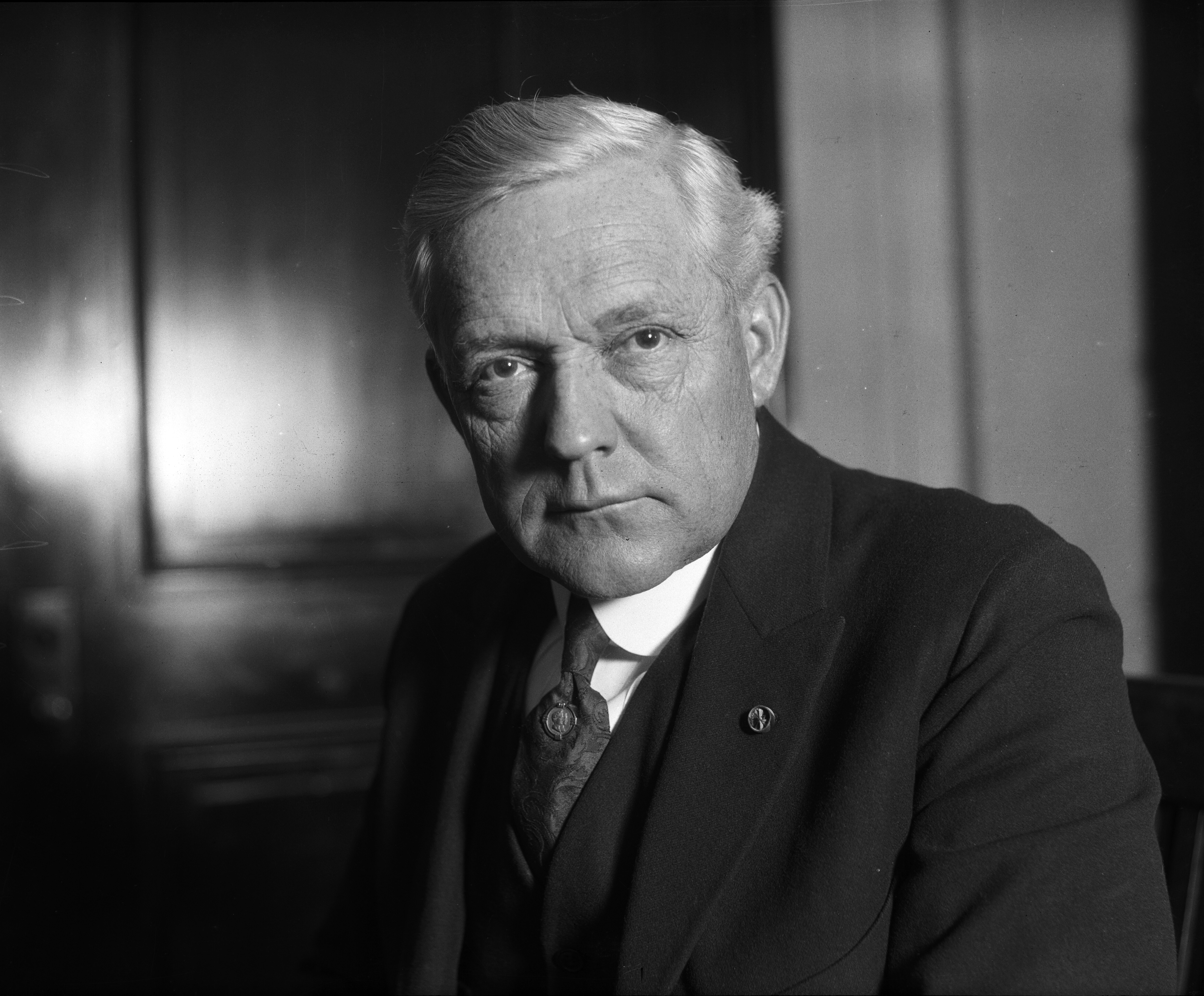
Benjamin Franklin Bledsoe (um 1931)

Benjamin Franklin Bledsoe (* 8. Februar 1874 in San Bernardino, Kalifornien; † 30. Oktober 1938 in Crestline, Kalifornien) war ein US-amerikanischer Jurist. Nach seiner Berufung durch Präsident Woodrow Wilson fungierte er von 1914 bis zu seinem Rücktritt im Jahr 1925 als Bundesrichter am Bundesbezirksgericht für den südlichen Distrikt von Kalifornien.

## Werdegang
Nach seinem Schulabschluss absolvierte Benjamin Bledsoe bis 1896 eine Ausbildung in den Rechtswissenschaften. Im selben Jahr erwarb er den Bachelor of Arts an der Stanford University. Anschließend praktizierte er bis 1910 als Rechtsanwalt in seiner Heimatstadt San Bernardino, wobei er während dieser Zeit im Jahr 1900 zum Richter an einem Superior Court Kaliforniens ernannt wurde. An diesem Kammergericht war er bis 1914 tätig.
Am 30. September 1914 wurde Bledsoe durch Präsident Wilson zum Richter am United States District Court for the Southern District of California ernannt; damit übernahm er einen zuvor neu eingerichteten Sitz. Nach der Bestätigung durch den US-Senat, die am 16. Oktober desselben Jahres erfolgte, konnte er unmittelbar darauf sein Amt antreten. Bledsoe, der den Demokraten angehörte, trat am 24. März 1925 zurück, um sich um das Amt des Bürgermeisters von Los Angeles zu bewerben. Er verlor jedoch mit 42:51 Prozent der Stimmen gegen den republikanischen Amtsinhaber George E. Cryer. Benjamin Bledsoe betrieb danach bis zu seinem Tod am 30. Oktober 1938 eine Anwaltspraxis in Los Angeles. Er wurde auf dem Forest-Lawn-Memorial-Park-Friedhof in Glendale beigesetzt.